# Гробница шејха Сафија
Гробница шејха Сафија (персијски језик: مجموعه آرامگاه و خانقاه شیخ صفی الدین, šejh Safi al-Din Hanegah) је маузолеј у којему је сахрањен шеик Сафи Адин (1252.–1334), суфијски духовни вођа северног Ирана по којему је настао епоним династије Сафавида.
Комплекс гробнице са светиштем је изградио шејхов син Садралдин Муса у месту Ардабилу 1334. године, који је био највећи град у Ирану, пре монголских освајања. Састоји се од више грађевина који су током векова имале различите намене као што су: маузолеј, џамија, медреса, библиотека, цистерна, болница, кухиња, пекара и канцеларије. Између осталог, средишњи део је пут до светишта (канегах) који се састоји од седам делова, чиме се означавају седам етапа мистицизма суфизма. Различити делови маузолеја су одвојени с осам врата, које такође симболизују осам становишта суфизма.
Када је 1349. године потомак шејха Сафија и управитељ његовог светишта шејх Исмаил I постао први шах династије Сафавида, прогласио је шиизам државном религијом. Током династије Сафавида, до краја 18. века, комплекс је постао важно место ходочашћа, а дограђене су још неке грађевине, између осталих и харем, и гробнице неколико сафавидских шејха, жртава сафавидских битака против Османлија. Абас I Велики је 1544. године изградио монументални портал, двориште с вртом и уредио је светиште у данашњи изглед, а од 1752. до 20. века дограђени су тоалет, стројарница и стаклена башта.

## Главни делови комплекса
Комплекс има богато удешене фасаде и унутрашњост, као и богату колекцију старих предмета. Он представља редак склоп елемената средњовековне исламске архитектуре, због чега је уписан на УНЕСКО-в Списак места Светске баштине у Азији и Аустралазији 2010. године.

### Гробница шејха Сафија (купола Аллах Аллах)
Купола Аллах-Аллах је најпознатији део маузолеја. Споља је цилиндричног облика, обима је 22 и висине 17,5 м. Спољашњост куполе декорисана је глазираном опеком, са речима Аллах-Аллах у хазарбаф писму тиркизне боје које се понављају. Унутрашњост има осмоугаону основу, док су зидови украшени флоралним мотивима и написима из Курана, сликама, гипсаним радовима и златним декорацијама у облику сталактита. Својом висином и декорацијама купола се истиче међу другим куполама на јужној страни комплекса, украшеним елегантним плочицама од фајанса и натписима на куфском и рика писму, што овом историјском споменику, заједно са монументалним улазом, даје неодољив раскош и шарм. Под гробнице шејха Сафија прекривен је репродукцијом најпознатијег тепиха на свету.

### Маузолеј шаха Исмаила I
Купола маузолеја шаха Исмаила I (1487- 1524) је нешто нижа од куполе шејха Сафија.  Њена унутрашњост је декорисана натписима у куфском писму и слоновачи и ебоновини са финим гравурама.

### Кинеска дворана
У овој просторији се налазе четири краљевска престола, а унутрашњост је украшена гипсаним радовима. То је место где је шах Абас I чувао колекцију порцелана из Минг династије, коју је добио на поклон од кинеског цара. По порцелану је и читава дворана добила име.

### Дворана кандила
Првобитно је служила као место окупљања сафавидских суфија, а касније је постала позната по бројним кандилима која су је обасјавала. Овај део је заправо главни део здања и налази се директно преко пута предворја на два спрата. Пет дрвених прозора на горњем спрату и пет прозора испод њега дају дворани предиван изглед.

### Гробље погинулих у Чалдоранском рату
Након Чалдоранског рата 1514. године, за време владавине шаха Исмаила I, овде су сахрањивана тела погинулих заједно са њиховим седлима. За време Сафавидске династије, на гробљу су сахрањивани и верски великодостојници и политички важне личности.

### Женске одаје
Састоји се од две просторије у којима се налази шест дрвених ковчега положених на гробнице шејх Сафијевих наследника. Међу њима се посебно издвајају гробна места његове супруге и кћерке, као и кћерке шејха Захеда Гиланија.

## Галерија
- Орнамент на тамбуру гробнице шејха Сафија (лево) је узастопно понављање речи "Алах"
- Куполе прекривене разнобојном опеком
- Унутрашње двориште
- Унутрашњост гробнице
- Исклесана дивовска рука, симбол "дванаесторице" шиитских имама
- Тиркизна декорација куполе